# Acrocercops praesecta
Acrocercops praesecta là một loài bướm đêm thuộc họ Gracillariidae. Nó được tìm thấy ở Fiji. Nó được miêu tả bởi Edward Meyrick năm 1922. Ấu trùng ăn Ipomoea batatas và Merremia peltata.